# Radiator

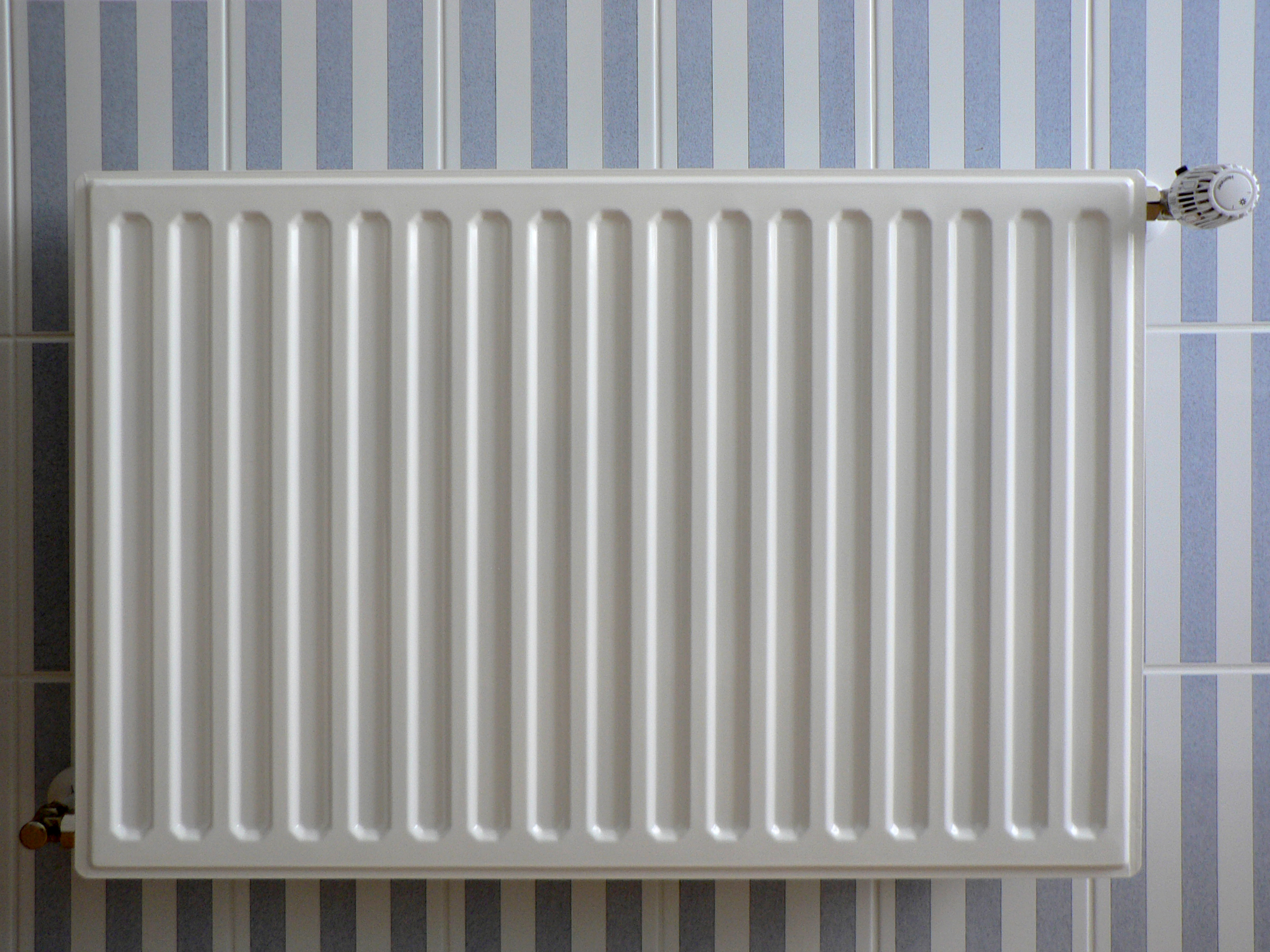
Radiator.

Radiator, även värmeelement eller bara element, på finlandssvenska vanligen kallat batteri, är en anordning för att värma upp inomhusluft.
Radiatorer är i allmänhet varmvattendrivna, de benämns ofta felaktigt som element men det syftar då på elektrisk värmeöverföring och inte vattenburet. Äldre radiatorer i system med vattenburen värme utfördes i regel som sektionsradiatorer. Numera tillverkas dock nästan uteslutande panelradiatorer. Det finns även andra sätt att värma luft inomhus, som till exempel konvektorer.
Tvärtemot vad namnet antyder sker bara en mindre del av värmeöverföringen från radiatorn genom strålning (radiation). Merparten av värmen överförs istället till luften genom konvektion.